# Investiture de George H. W. Bush

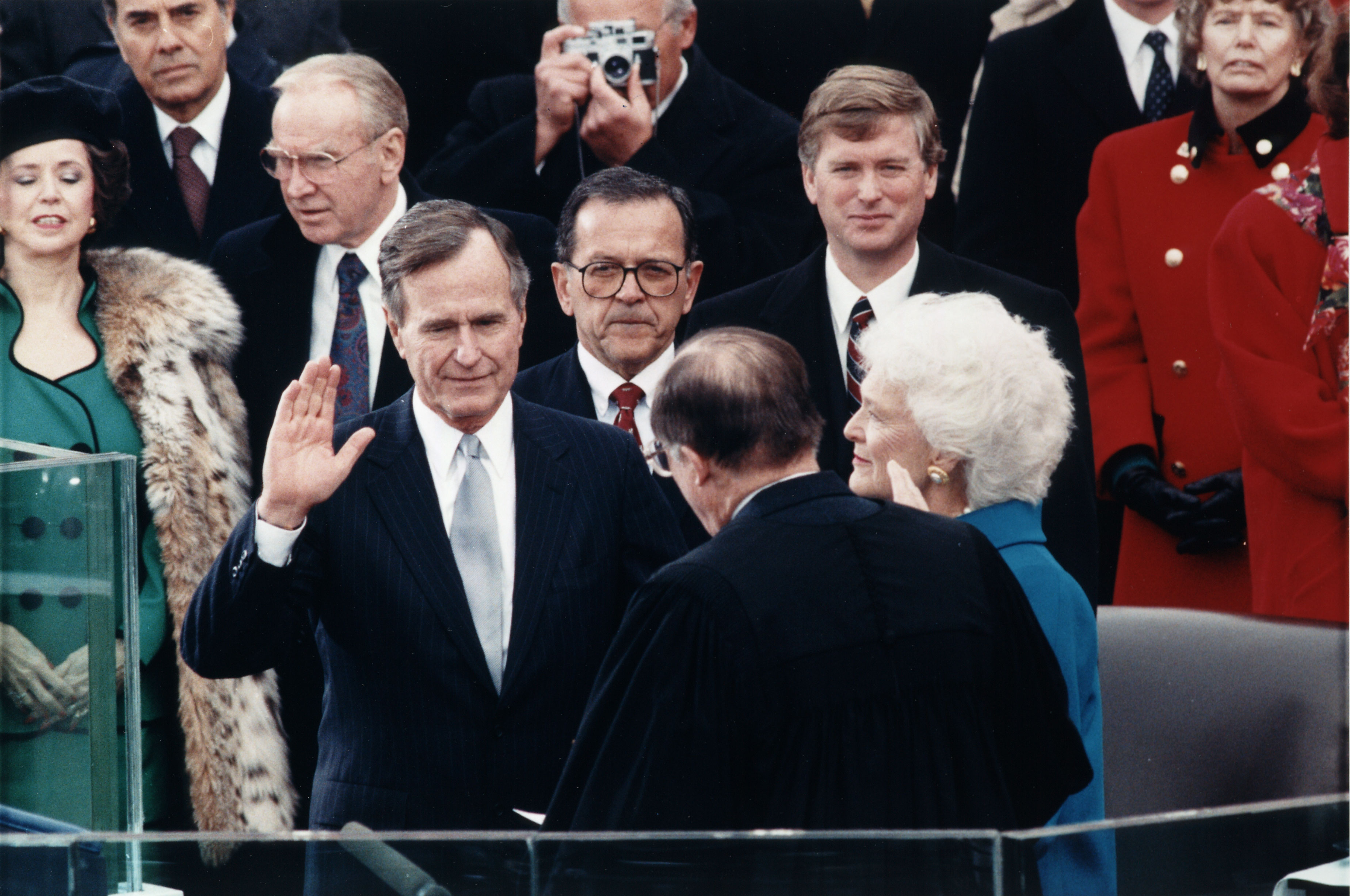
George H. W. Bush lors de la prestation de serment

L'investiture de George H. W. Bush (Inauguration Day) comme président des États-Unis eut lieu le vendredi 20 janvier 1989. La cérémonie s'est déroulée sur les marches du capitole à Washington, D.C.. Elle marqua le début du mandat de George H. W. Bush en tant que président des États-Unis et celui de Dan Quayle en tant que vice-président des États-Unis.
Elle eut lieu 200 ans après la prise de fonction de George Washington comme premier président des États-Unis.

## Contexte
L'inauguration du 20 janvier marqua la fin de la période de transition présidentielle qui avait commencé le 8 novembre 1988, lorsque George H. W. Bush fut élu président contre Michael Dukakis. Il fut officiellement élu par les grands électeurs le 15 décembre. Les résultats furent certifiés en janvier 1989 par le Congrès des États-Unis.

## L'investiture

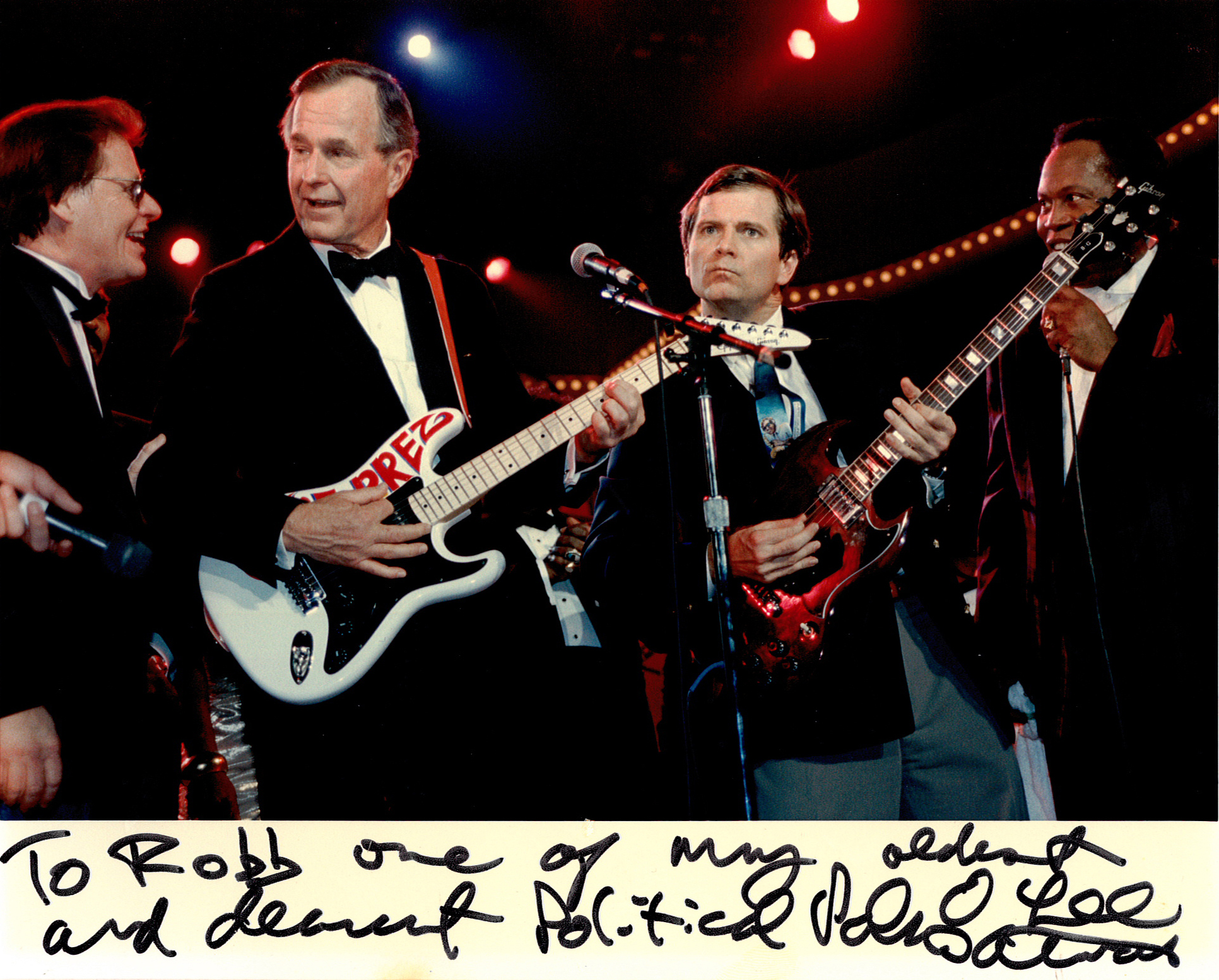
George H. W. Bush avec Lee Atwater, son stratège le 20 janvier 1989

### Articles annexes
- George H. W. Bush
- Investiture du président des États-Unis
- Président des États-Unis